# یواس‌اس کسپین (آی‌دی-۱۳۸۰)
یواس‌اس کسپین (آی‌دی-۱۳۸۰) (به انگلیسی: USS Caspian (ID-1380)) یک کشتی است که طول آن ۸۰ فوت ۶ اینچ (۲۴٫۵۴ متر) می‌باشد. این کشتی در سال ۱۹۱۲ ساخته شد.